# Dwight Eddleman
Dwight Eddleman (Thomas Dwight „Dike“ Eddleman; * 27. Dezember 1922 in Centralia, Illinois; † 1. August 2001 in Urbana, Illinois) war ein US-amerikanischer Hochspringer und Basketballspieler.
Im Hochsprung qualifizierte er sich 1948 als Dritter bei den US-Ausscheidungskämpfen mit seiner persönlichen Bestleistung von 2,01 m für die Olympischen Spiele in London, bei denen er mit 1,95 m Vierter wurde.
Als Student der University of Illinois wurde er 1948 NCAA-Meister.
Von 1949 bis 1953 spielte er in der National Basketball Association für die Tri-Cities Blackhawks und die Fort Wayne Pistons.